# Ramsey (Isola di Man)
Ramsey (Rhumsaa in mannese) è una cittadina dell'Isola di Man, situata nella parte settentrionale dell'isola. È il secondo centro abitato dell'isola.